# Гирдвуд (аэропорт)
Аэропорт Гирдвуд (англ. Girdwood Airport), (FAA LID: AQY) — государственный гражданский аэропорт, расположенный в 5 километрах к северо-востоку от центрального делового района Гирдвуд (Аляска), США.
По данным статистики Федерального управления гражданской авиации США услугами аэропорта в 2005 году воспользовалось 2 человека, в следующем году — 8100 пассажиров. В соответствии с национальным проектом FAA планирует в течение четырёх лет (с 2007 до 2011) интегрировать аэропортовый комплекс в общую систему аэропортов страны и использовать его для рейсов авиации общего назначения.

## Операционная деятельность
Аэропорт Гирдвуд расположен на высоте 46 метров над уровнем моря и эксплуатирует одну взлётно-посадочную полосу:
- 1/19 размерами 636 х 22 метров с гравийным покрытием.

В период с 31 декабря 2005 по 31 декабря 2006 года Аэропорт Гирдвуд обработал 3300 операций взлётов и посадок самолётов (в среднем 9 операций в день), из них 55 % пришлось на рейсы авиации общего назначения и 45 % — на рейсы аэротакси.